# Perigrapha kofka
Perigrapha kofka là một loài bướm đêm trong họ Noctuidae.